# مناره و مسجد جامع گار
مناره و مسجد جامع گار مربوط به سدهٔ ۶ ه‍.ق است و در شهرستان اصفهان، روستای گار واقع شده و این اثر در تاریخ ۱۲ اسفند ۱۳۱۵ با شمارهٔ ثبت ۲۷۰ به‌عنوان یکی از آثار ملی ایران به ثبت رسیده‌است.